# Wattenwil
Wattenwil ist eine Einwohnergemeinde im Schweizer Kanton Bern. Sie gehört zum Verwaltungskreis Thun.

## Geographie
Wattenwil liegt auf 603 m ü. M., 9 km westlich der Stadt Thun (Luftlinie). Das Dorf erstreckt sich am südlichsten Rand der breiten Gürbetalebene, westlich der Gürbe, am Ostfuss des Gurnigelberges.
Die Fläche des 14,5 km² grossen Gemeindegebiets umfasst einen Abschnitt des voralpinen Hügellandes westlich des Aaretals. Der östliche Gemeindeteil liegt im Schwemmgebiet der Gürbe, deren Tal in diesem Bereich eine Breite von rund 1 km aufweist. Zu Wattenwil gehört der gesamte Talboden, die östliche Grenze verläuft am Fuss des Riedhubels. Gegen Süden steigt der Talboden allmählich an. Die südliche Abgrenzung bildet der Schwemmkegel, den die Gürbe im Lauf der Zeit am Fuss des Gantrischgebietes an ihrem Austritt aus dem Wildbachtal in das Stockental akkumuliert hat.
Nach Westen erstreckt sich der Gemeindeboden über den Hang von Rain auf die Würzenegg (bis 982 m ü. M.) und an den Hang des Gurnigels, an dem mit 1320 m ü. M. der höchste Punkt von Wattenwil erreicht wird. Dieser Hang ist von ausgedehnten Wäldern bestanden (Gurnigelwald, Lieneggwald, Ober Wald, Unter Wald) und wird durch mehrere linke Seitenbäche der Gürbe (Mettlibach, Lienegggraben, Öligraben) untergliedert. Die südliche Grenze liegt wiederum im steilen Wildbachtal der Gürbe, die hier ein Erosionstal in das anstehende Flyschgestein gegraben hat. Von der Gemeindefläche entfielen 2009 7,8 % auf Siedlungen, 49,5 % auf Wald und Gehölze und 40,9 % auf Landwirtschaft, 1,7 % waren unproduktives Land.

## Gemeindegliederung
Die Gemeinde Wattenwil setzt sich aus drei Dorfbezirken zusammen:
- Dorf mit dem Gemeindezentrum und den Ortsteilen
  - Ei (605 m ü. M.) am Lieneggbach südlich des Dorfes
  - Stockeren (611 m ü. M.) am Lieneggbach am nördlichen Rand des Schwemmkegels der Gürbe
- Mettlen mit dem Zentrum Mettlen (644 m ü. M., am Mettlibach auf dem Schwemmkegel der Gürbe) und den Weilern
  - Mettlieggen (658 m ü. M.) am Spengelibach
  - Mettligasse (615 m ü. M.) am Spengelibach im Gürbetal
  - Gmeis (634 m ü. M.) am Lieneggbach am Rand des Lieneggwaldes
- Rain mit den Streusiedlungen
  - Vorder Rain am Hang nördlich des Öligrabens
  - Hinter Rain am Hang südlich des Öligrabens
  - Grundbach (885 m ü. M.) an aussichtsreicher Lage auf einer Geländeterrasse am Osthang des Gurnigelberges

Zu Wattenwil gehören auch zahlreiche Einzelhöfe. Nachbargemeinden von Wattenwil sind Burgistein, Gurzelen, Forst-Längenbühl, Blumenstein und Riggisberg.

## Geschichte

Wattenwil, Blick auf Stafelalp, ca. 1909

Luftbild aus 600 m von Walter Mittelholzer (1925)

Das Gemeindegebiet von Wattenwil war schon sehr früh besiedelt, was anhand von einigen Funden aus der Bronzezeit und der Römerzeit nachgewiesen werden konnte. Die erste urkundliche Erwähnung des Ortes erfolgte 1226 unter dem Namen Watenwile. Später erschienen die Bezeichnungen Wattenwile (1262), Watwile (1268), Watinwile (1276) und Watenwil (1295). Der Ortsname geht auf den althochdeutschen Personennamen Wato zurück und bedeutet demnach beim Gehöft des Wato.
Im Mittelalter unterstand das Dorf der Oberhoheit der Grafen von Kyburg und war im 13. Jahrhundert Teil des Herrschaftsgebietes der Herren von Montenach. Später gab es zahlreiche Besitzerwechsel. Unter Berner Herrschaft wurde Wattenwil dem Landgericht Seftigen zugeordnet. Nach dem Zusammenbruch des Ancien Régime (1798) gehörte Wattenwil während der Helvetik zum Distrikt Seftigen und ab 1803 zum Oberamt Seftigen, das mit der neuen Kantonsverfassung von 1831 den Status eines Amtsbezirks erhielt.

## Bevölkerung
Mit 3198 Einwohnern (Stand 31. Dezember 2023) gehört Wattenwil zu den mittelgrossen Gemeinden des Kantons Bern. Im Jahr 2000 waren von den Bewohnern 95,6 % deutschsprachig, 0,8 % albanischsprachig, und 0,4 % sprachen Italienisch. Die Bevölkerungszahl von Wattenwil belief sich 1850 auf 2300 Einwohner, 1900 auf 1989 Einwohner. Im Verlauf des 20. Jahrhunderts stieg die Bevölkerungszahl bis 1950 auf 2357 Personen an, vor einem erneuten Rückgang bis 1980 auf 2083 Einwohner. Seither wurde wieder eine deutliche Bevölkerungszunahme verzeichnet.

## Politik
Der Gemeinderat besteht aus 7 Mitgliedern. Gemeindepräsident ist Manuel Liechti (FDP, Stand 2025).
Die Stimmenanteile der Parteien anlässlich der Nationalratswahl 2023 betrugen: SVP 40,8 % (+1,9 %), SP 11,6 % (−0,1 %), EDU 11,0 % (+4,0 %), EVP 8,5 % (+0,3 %), GPS 6,6 % (−2,3 %), glp 6,5 % (−1,5 %), Mitte 6,2 % (±0,0 %), FDP 3,6 % (−1,0 %).

## Wirtschaft
Wattenwil war bis in die Mitte des 20. Jahrhunderts ein vorwiegend durch die Landwirtschaft geprägtes Dorf. Die Wasserkraft des Dorfbachs wurde früher für den Betrieb mehrerer Mühlen und Sägereien genutzt. Noch heute haben der Ackerbau in den Tallagen sowie die Milchwirtschaft, die Viehzucht und die Forstwirtschaft einen wichtigen Stellenwert in der Erwerbsstruktur der Bevölkerung. Zahlreiche weitere Arbeitsplätze sind im lokalen Kleingewerbe und im Dienstleistungssektor vorhanden. In Wattenwil sind heute Betriebe der Holzverarbeitung (Sägewerk, Schreinereien), des Baugewerbes, des Gartenbaus und der der Elektrobranche vertreten, es gibt ein Autospritzwerk und mechanische Werkstätten. Die Gemeinde besitzt eine Sekundarschule und war seit 1887 Standort eines Bezirksspitals, das heute als Alters- und Pflegeheim dient. In den letzten Jahrzehnten hat sich das Dorf zu einer Wohngemeinde entwickelt. Viele Erwerbstätige sind deshalb Wegpendler, die hauptsächlich im Raum Thun arbeiten.

## Verkehr
Die Gemeinde liegt abseits der grösseren Durchgangsstrassen an einer Verbindungsstrasse von Bern durch das Gürbetal und das Stockental nach Wimmis. Der nächste Anschluss an die Autobahn A6 (Bern–Thun) befindet sich rund 9 km vom Ortskern entfernt. Durch die Buslinien der Verkehrsbetriebe STI, welche die Strecken von Thun nach Blumenstein, von Seftigen nach Blumenstein und von Wattenwil nach Riggisberg bedienen, ist das Dorf an das Netz des öffentlichen Verkehrs angebunden.

## Sehenswürdigkeiten
Wattenwil besass zwar schon früh eine Kapelle, doch gehörte es bis 1659 zur Kirchgemeinde Thurnen. Als sich im Dorf die Wiedertäuferbewegung ausbreitete, erhob Bern das Dorf zu einer selbständigen Pfarrei. Die neue Kirche wurde 1683 nach Plänen von Abraham Dünz erbaut und mit dem Taufstein sowie den Glocken des Vorgängerbaus ausgestattet. Als Pfarrhaus dient ein ehemaliges Herrschaftshaus, das 1702 barockisiert und 1785 erneut umgebaut wurde.
Im Dorf sind zahlreiche charakteristische Häuser im Berner Stil aus dem 17. bis 19. Jahrhundert erhalten. Der Dorfbrunnen besteht aus einem Granitmonolith. Oberhalb des Dorfes steht im Grundmoos ein reich bemalter Speicher von 1802.

## Bildergalerie

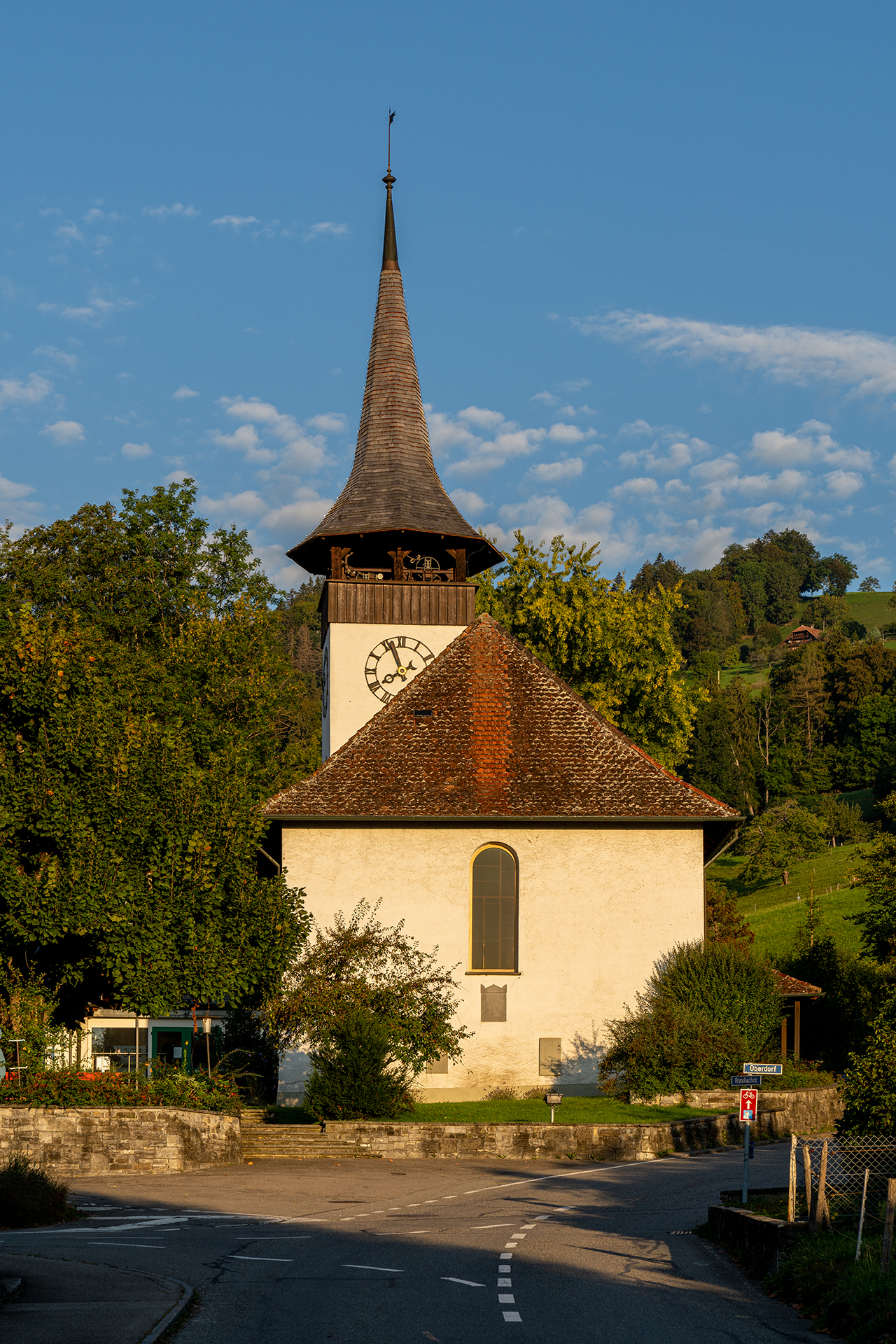
Reformierte Kirche
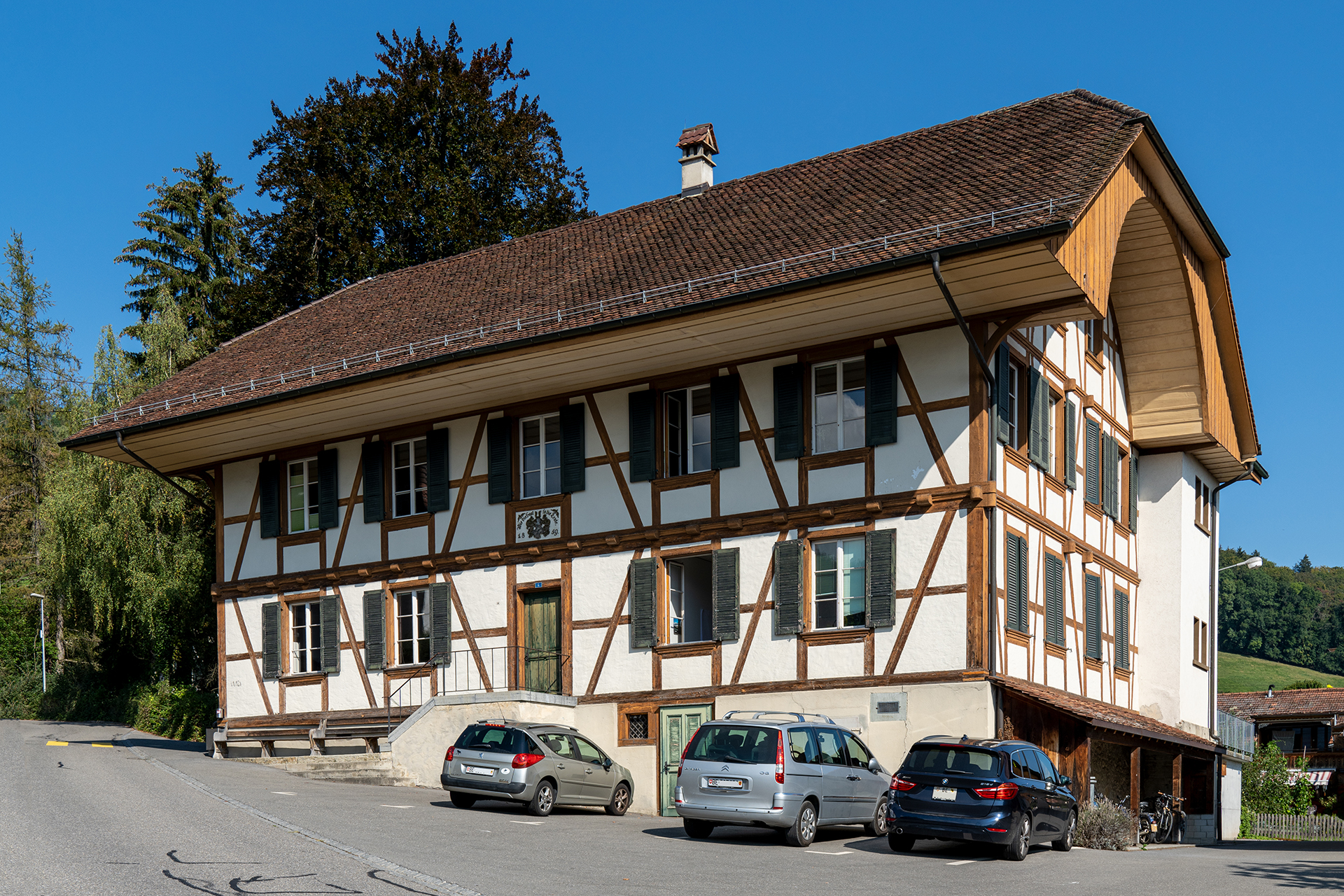
Altes Schulhaus und Dorfmuseum
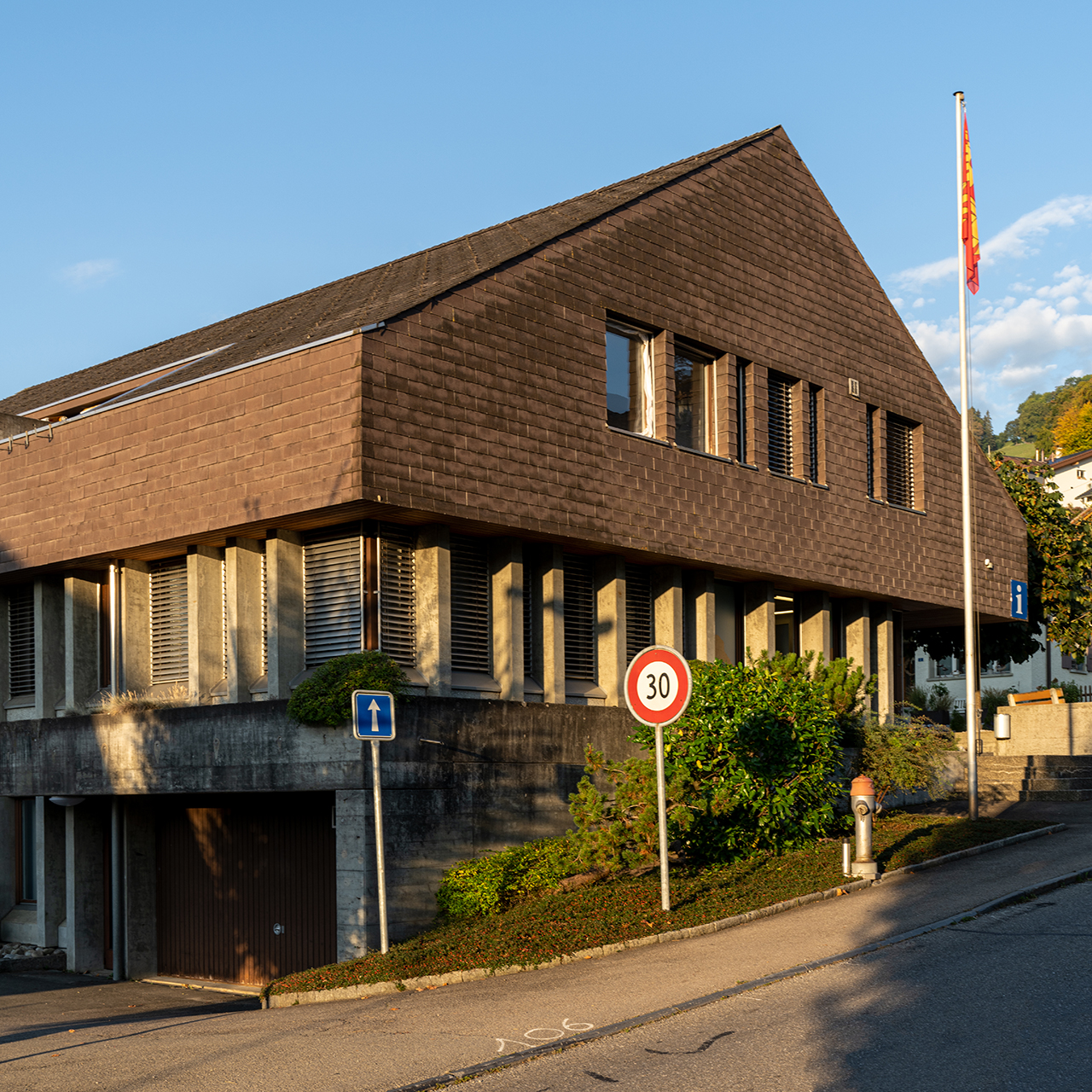
Gemeindeverwaltung
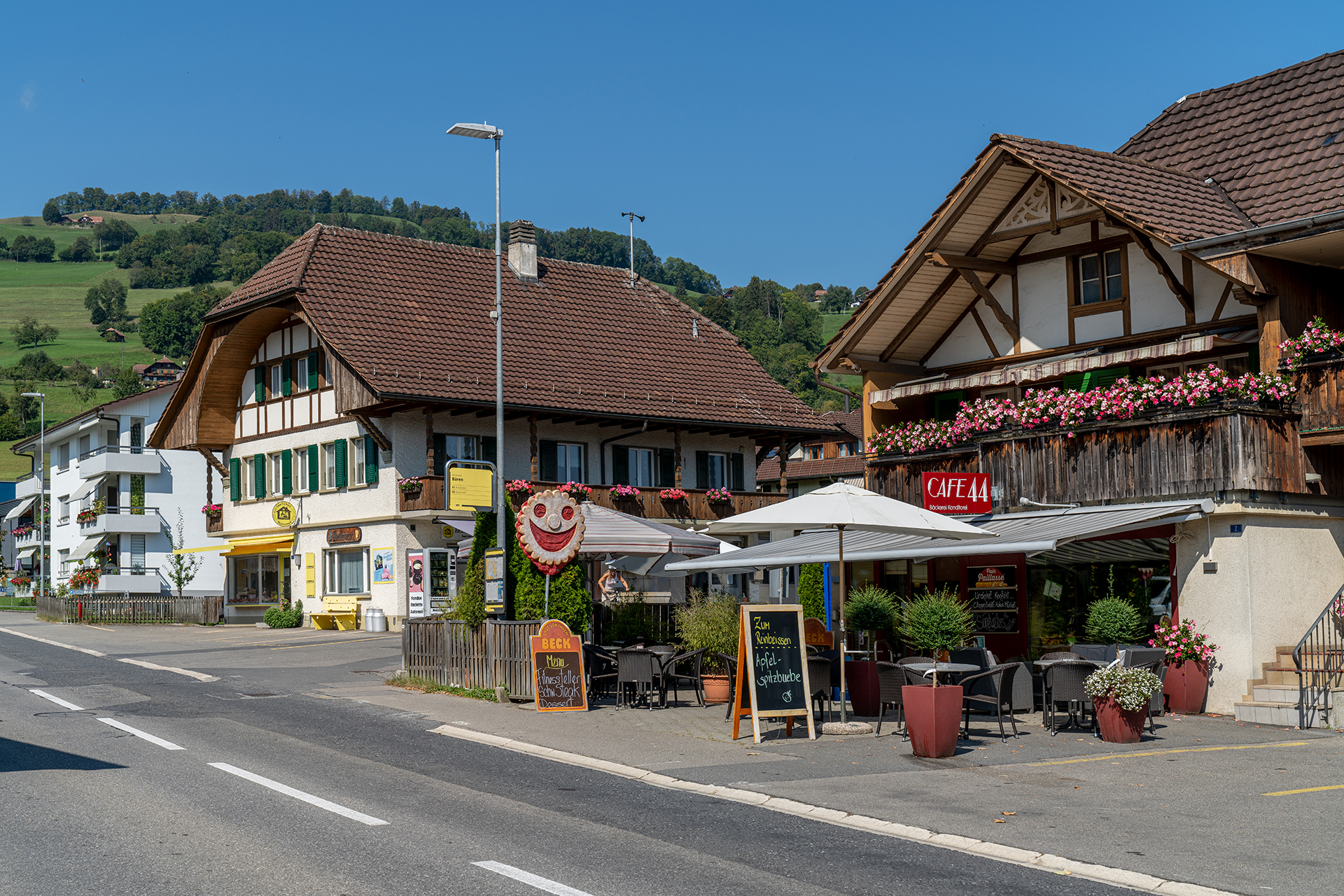
Dorfkäserei, Bäckerei und Café
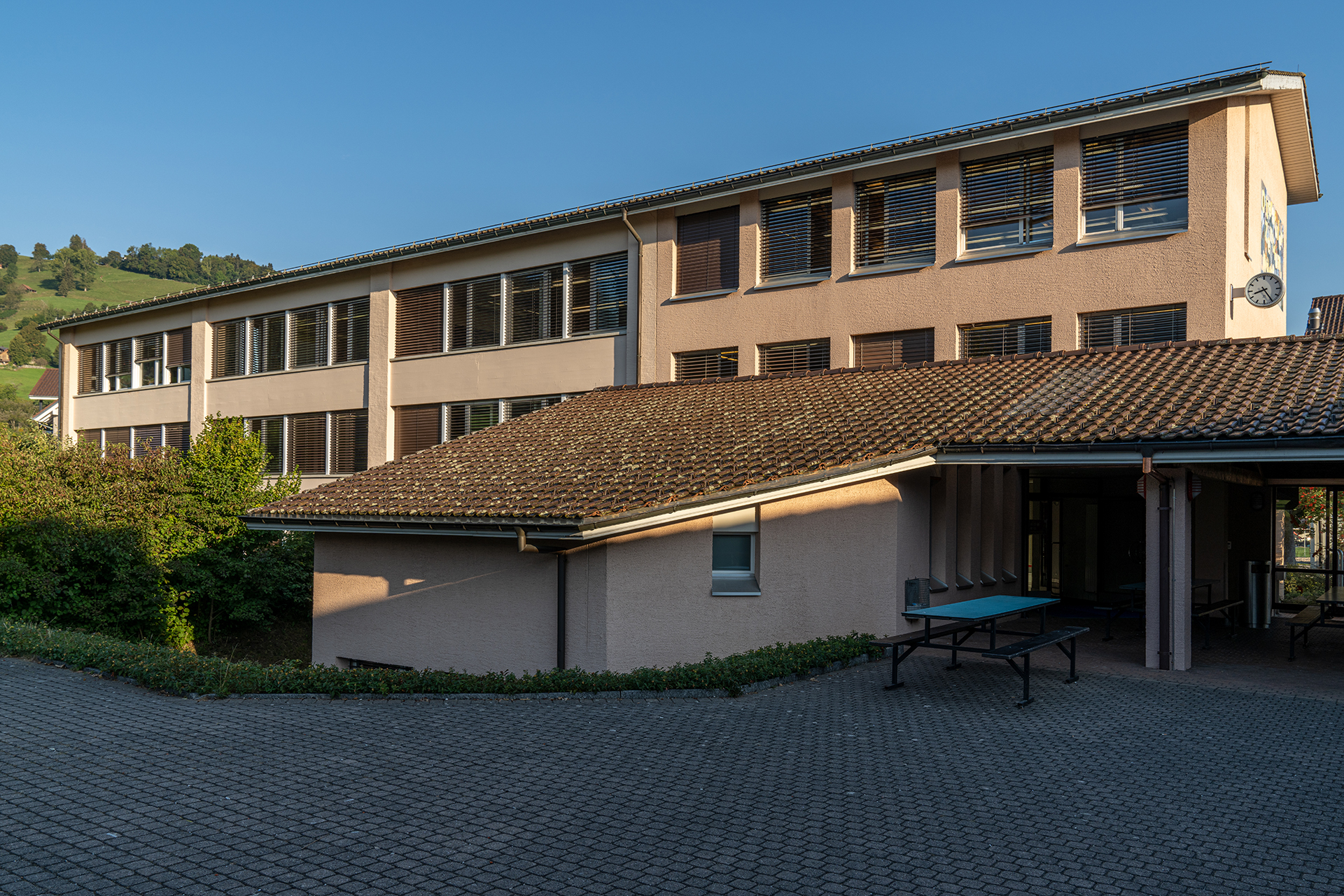
Oberstufenzentrum
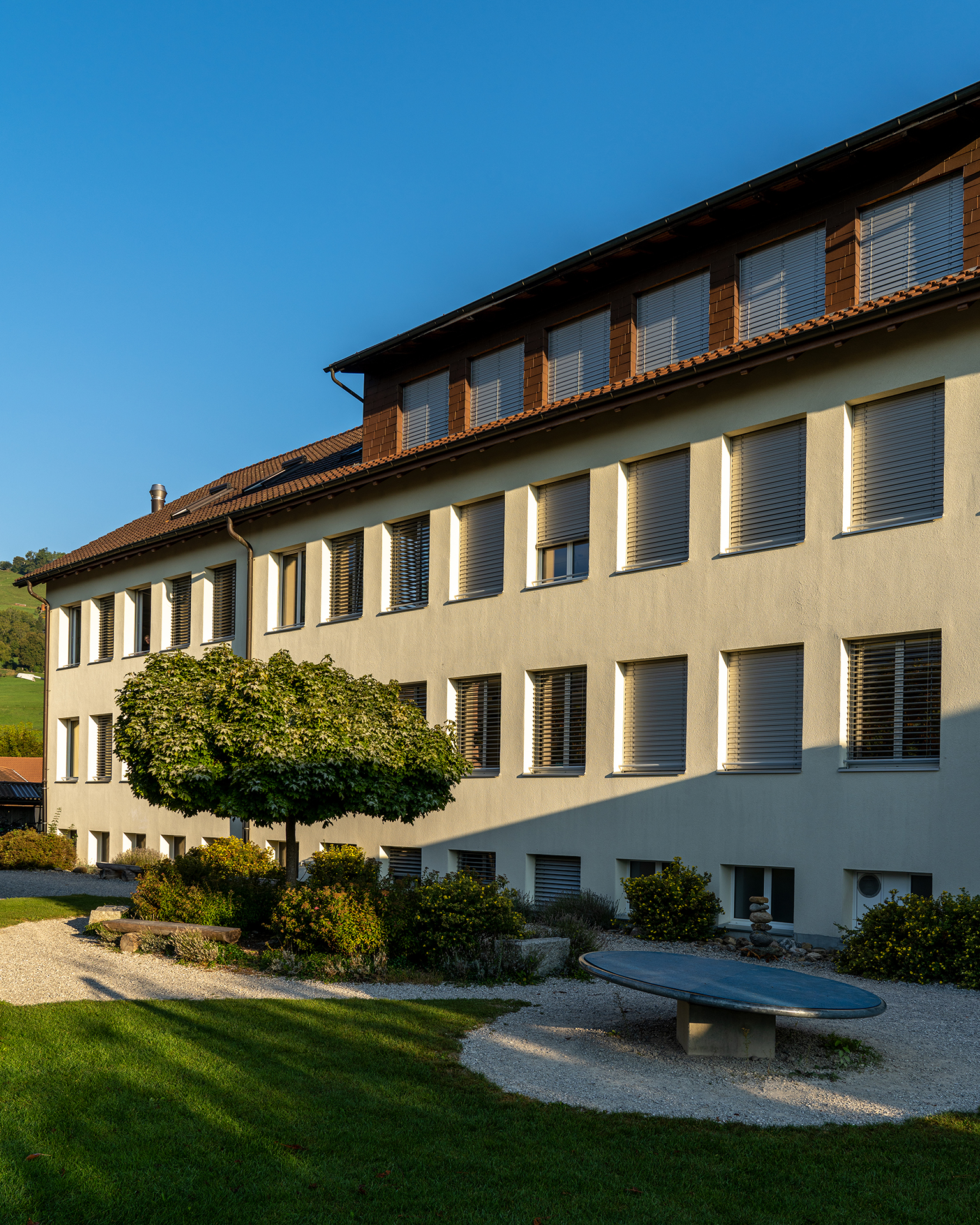
Primarschulhaus Hagen
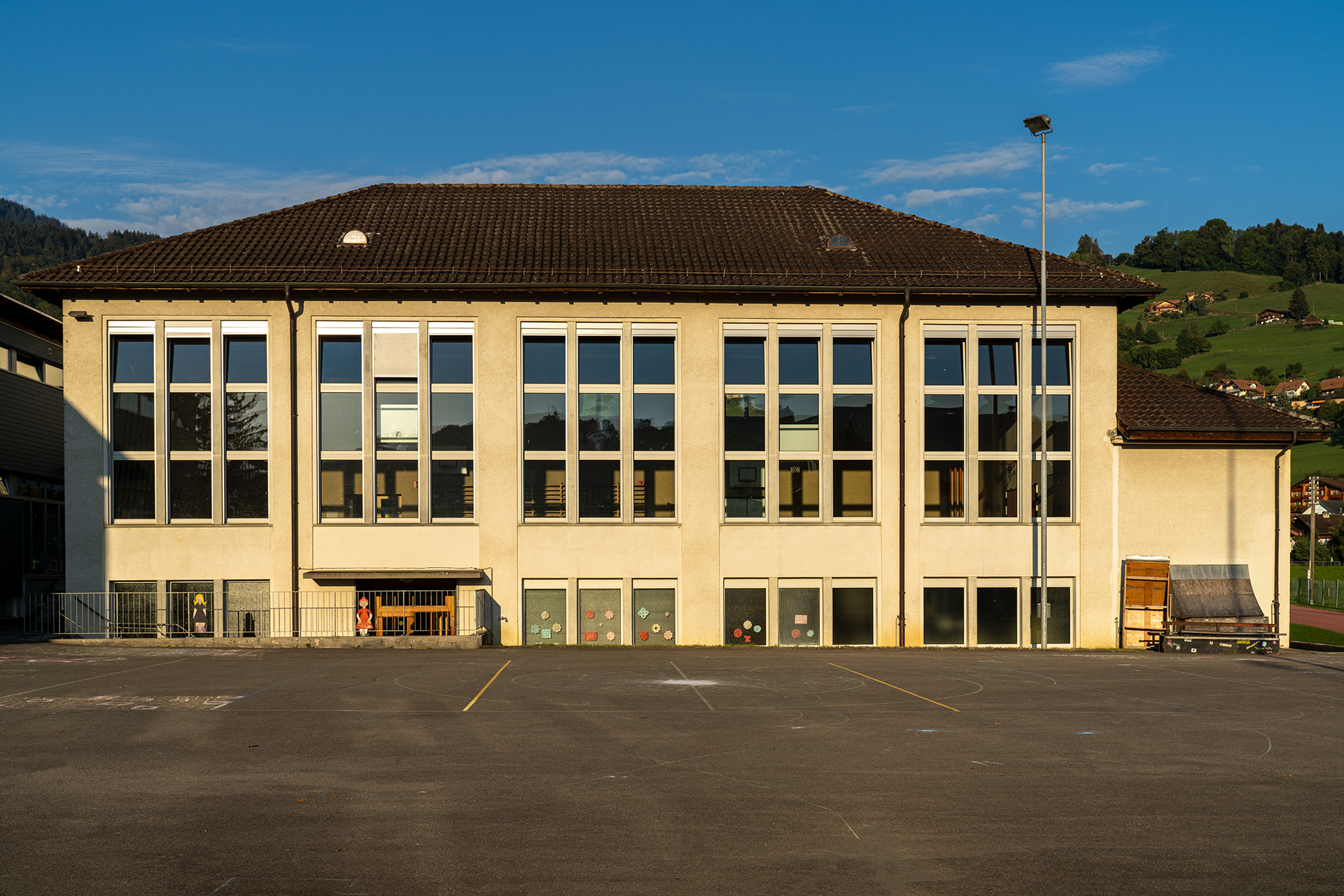
Turnhalle Hagen
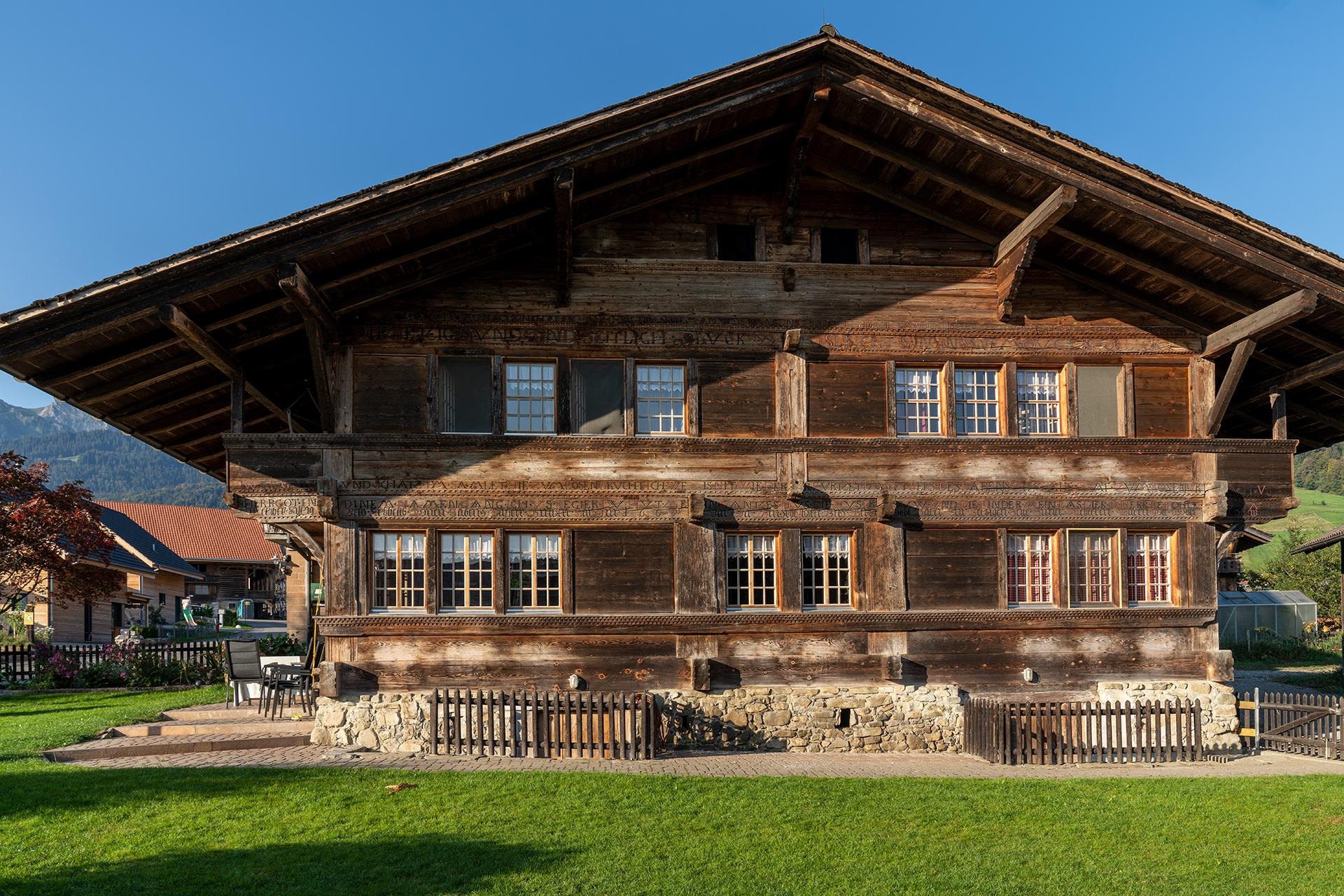
Bauernhaus in Mettlen
Kirche und Pfarrhaus (Aquatinta von Jakob Samuel Weibel)